# Recuérdame (álbum de Grupo 5)
Recuérdame es el segundo álbum de estudio de la orquesta peruana Grupo 5, publicado en 1981 por la compañía discográfica Infopesa.
El álbum incluye el tema homónimo "Recuérdame", segundo gran éxito de la agrupación, en la voz principal de Wilfredo Mendoza Castillo. Este sería la última participación del vocalista en la agrupación.

## Carátula y título
En la carátula se puede observar al Grupo 5 con todos sus integrantes. El título del álbum es tomado del tema homónimo, tratando de repetir lo conseguido en el disco anterior.

## Lista de canciones
Todas las canciones fueron interpretadas por Wilfredo Mendoza Castillo.

| Lado A |                             |                           |        |          |  |
| N.º    | Título                      | Letras                    | Género | Duración |  |
| 1.     | «No podrás olvidarme»       | Wilfredo Mendoza Castillo | Balada | 3:27     |  |
| 2.     | «Recuérdame»                | D.R.                      | Balada | 3:43     |  |
| 3.     | «Tú me amas, yo te amo»     | Wilfredo Mendoza Castillo | Balada | 3:58     |  |
| 4.     | «Feliz aniversario»         | D.R.                      | Balada | 3:25     |  |
| 5.     | «Canción para un atardecer» | J. Ruiz Agüero            | Balada | 3:09     |  |
| 6.     | «Vivir enamorado»           | Wilfredo Mendoza Castillo | Balada | 3:22     |  |

| Lado B |                        |                           |        |          |  |
| N.º    | Título                 | Letras                    | Género | Duración |  |
| 1.     | «Corazón, corazoncito» | D.R.                      | Balada | 4:50     |  |
| 2.     | «Melancolía»           | Kathy Parodi              | Balada | 4:26     |  |
| 3.     | «Piénsalo»             | Victor Yaipén Uypan       | Balada | 2:58     |  |
| 4.     | «Nunca sabrás»         | D.R.                      | Balada | 4:19     |  |
| 5.     | «Amor no es un pecado» | L. Montañez, R. Gonzales  | Balada | 3:33     |  |
| 6.     | «Sueños, locos sueños» | Wilfredo Mendoza Castillo | Balada | 3:55     |  |

## Créditos

### Músicos
- Bajo: Lázaro Puicón Alvino
- Batería: Walter Yaipén Uypan
- Cantante: Wilfredo Mendoza Castillo[2]
- Coros: Victor Yaipén Uypan
- Guitarra 1: Victor Yaipén Uypan
- Guitarra 2: Jorge Uypan Caro
- Piano: Javier Yaipén Uypan
- Sintetizador: Javier Yaipén Uypan

### Producción
- Arreglos: Victor Yaipén Uypan, Max Ucañay Millones
- Dirección musical: Victor Yaipén Uypan, Elmer Yaipén Uypan
- Productor musical: Alberto Maraví